# Взрывы в Витебске (2005)
Взрывы в Витебске — два взрыва, произошедшие в Витебске 14 и 22 сентября 2005 года. В результате обоих взрывов пострадали 52 человека.

### Первый взрыв
Первый взрыв произошёл 14 сентября 2005 года возле автобусной остановки в сквере на проспекте Фрунзе. Ранены два человека. Взрыв произошёл в 18:45 на остановке «Площадь Свободы».

### Второй взрыв
Через неделю, 22 сентября 2005, неподалёку от первого места взрыва – возле популярного молодёжного кафе «Эридан» в 22:17 произошëл второй взрыв. Вначале была информация о 13 пострадавших, позднее число пострадавших возросло до 50.
- Общее - банка, начиненная железными обрезками, болты и гайки в первом случае, в цветочных клумбах.
- Ответственность за взрывы взяла «Белорусская народно-освободительная армия»[5].
- Оценки властей: это хулиганство, терроризма нет.

### Расследование
По горячим следам в Витебске задержали пять человек, двое из которых признались в совершении взрывов. 20 октября 2005 года следствие предъявило обвинение в совершении этих преступлений братьям Виталию и Юрию Мурашко. Однако убедительных доказательств не нашлось, и в апреле 2006 года их пришлось выпустить из СИЗО под подписку о невыезде, а потом дело и вовсе было тихо спущено на тормозах.
Состояние дел по двум взрывам 2005 года изложила газета «Солидарность» в июле 2008 года.
11 апреля 2011 года в городе Минске в метро на станции «Октябрьская» произошёл взрыв. В ходе расследования теракта в ночь с 12 на 13 апреля были задержаны 2 человека Дмитрий Коновалов и Владислав Ковалёв. Их признали виновными в теракте в Минском метро, взрывах в Витебске в 2005 году и во взрыве в Минске в 2008 году. 30 ноября 2011 года Верховным судом Белоруссии были приговорены к смертной казни и расстреляны в марте 2012 года.